# Kamillenöl

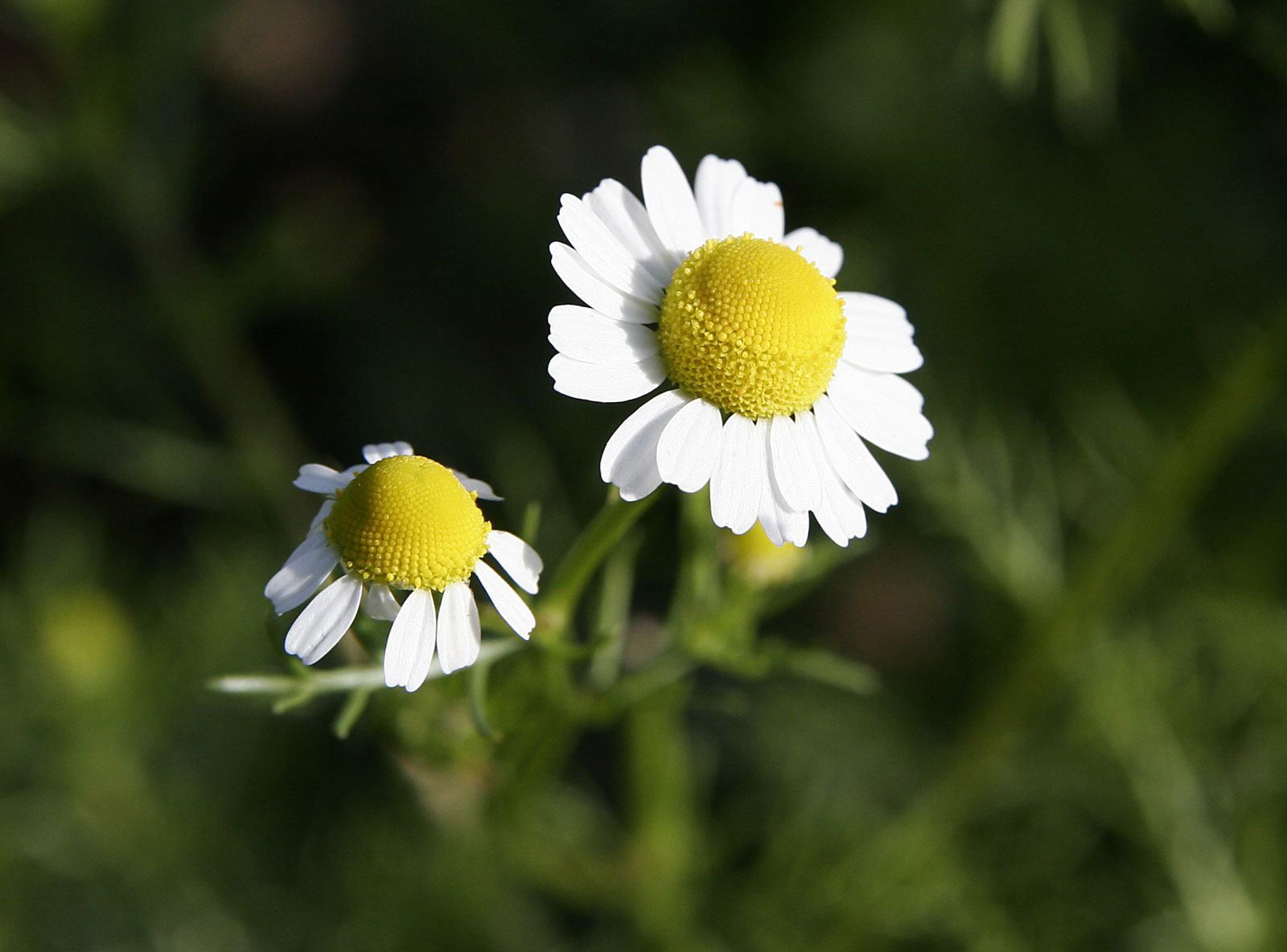
Echte Kamille (Chamomilla recutita)

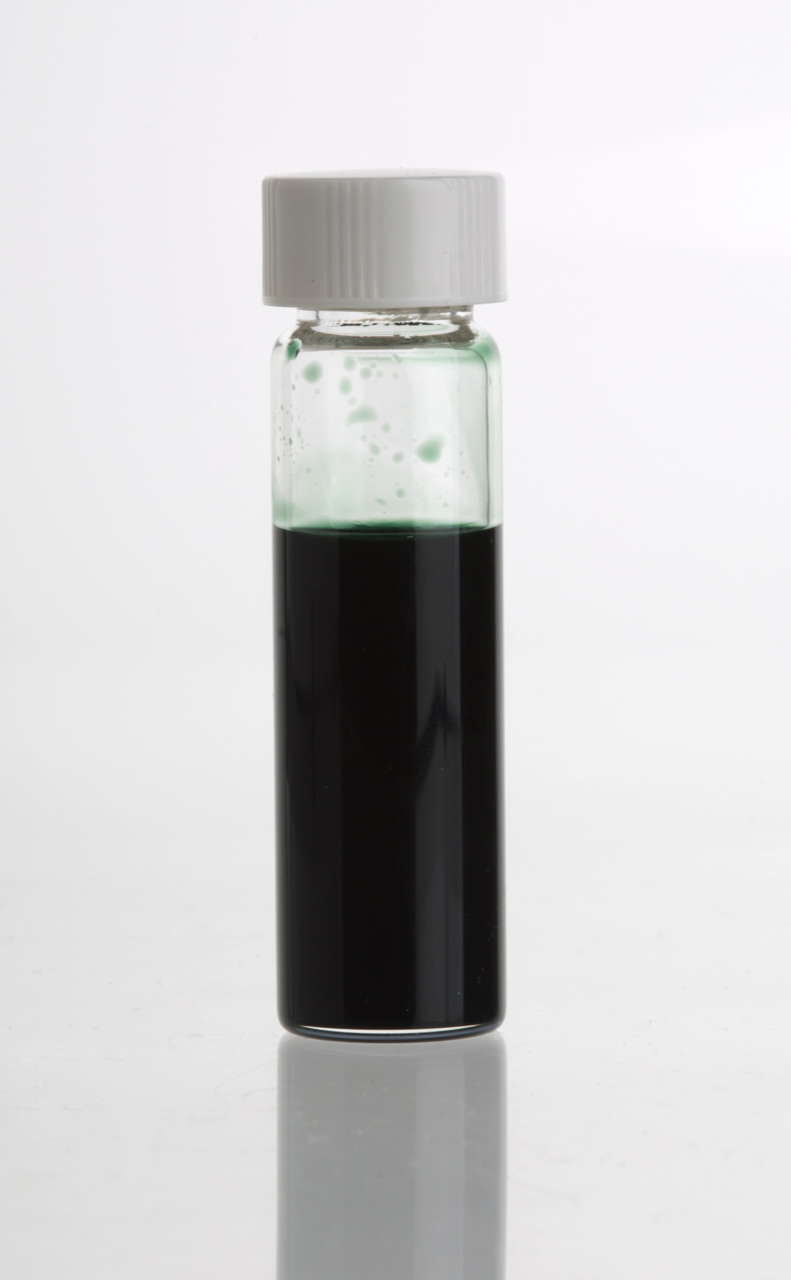
Kamillenöl aus Matricaria recutita

Kamillenöl, Oleum Chamomillae oder Matricariae aetheroleum, ist ein ätherisches Öl, das durch Wasserdampfdestillation aus den Blütenköpfchen unterschiedlicher Arten der Kamille gewonnen wird.
Man unterscheidet das blaue Kamillenöl (auch: Deutsches Kamillenöl, FEMA 2272), das aus Blüten der Echten Kamille (Chamomilla recutita) und das römische Kamillenöl (FEMA 2275), das aus der Römischen Kamille (Chamaemelum nobile) hergestellt wird. Das marokkanische Kamillenöl wird aus Blüten der Pflanze Cladanthus mixtus gewonnen.

## Gewinnung
Kamillenöl wird durch Wasserdampfdestillation aus frischen oder getrockneten Blütenköpfchen der Kamille gewonnen. Unter den bei der Destillation herrschenden Bedingungen entsteht aus dem farblosen Matricin durch Esterspaltung, Wasserabspaltung und Decarboxylierung in größeren Mengen das gefärbte Chamazulen, das dem Öl die blaue Farbe verleiht.

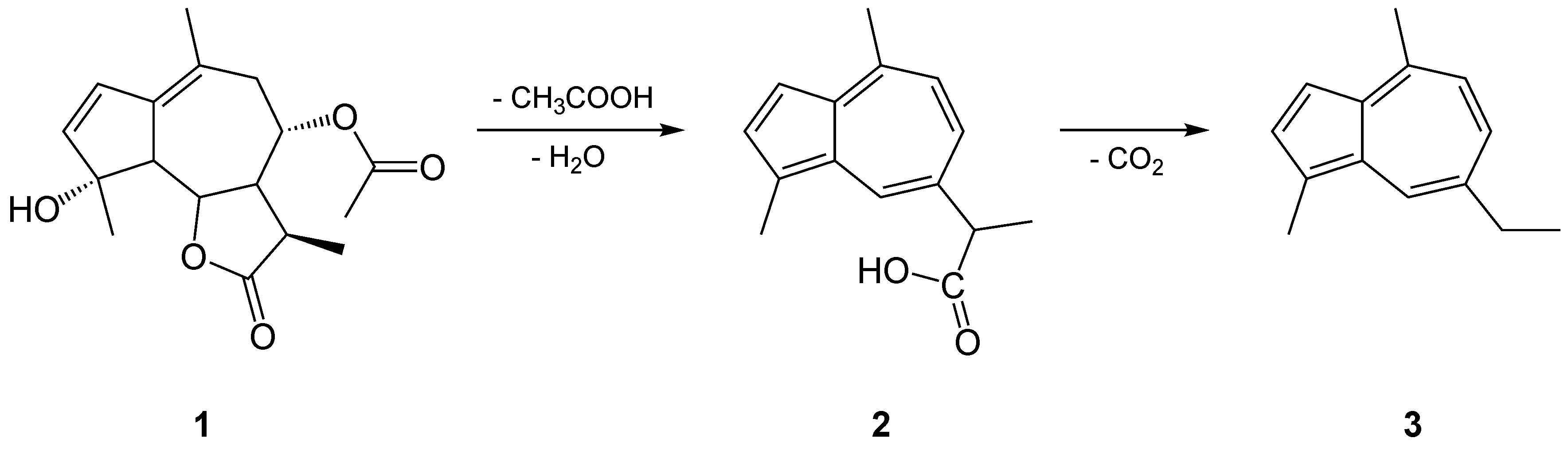
Entstehung von Chamazulen (3) aus Matricin (1) über Chamazulencarbonsäure (2).

Das ätherische Öl macht etwa 0,3 bis 1,5 % der Pflanzenmasse aus.

## Eigenschaften
Das Blaue Kamillenöl färbt sich unter dem Einfluss von Licht und Luft schnell grün bis braungelb („Vergrünen“) und wird schließlich dickflüssig braun. Es duftet süß-aromatisch, kräuterartig mit einer frisch-fruchtigen Nuance von Kakao. Der Geschmack ist aromatisch bitter.
Das Römische Kamillenöl ist ein gelbliches bis leicht grün-bläuliches Öl. Der Duft wird als frisch, süß, kräuterartig, mit teeartigen Nuancen beschrieben.
Das marokkanische Kamillenöl ist leicht gelblich und hat einen süßen, kräuterartigen, holzigen und balsamartigen Duft. Bestandteile sind Santolina- und Artemisia-Alkohol.

## Inhaltsstoffe
Die Hauptbestandteile des Blauen Kamillenöls sind (−)-α-Bisabolol (5–70 %), verschiedene Bisabololoxide (A: 5–60, B: 5–60 und C: 0–8 %), trans-β-Farnesen (7–45 %), verschiedene Enindicycloether (2–30 %), sowie die Guajan-Derivate Spathulenol (rund 1 %) und Chamaviolin. Das bis zu 5 % im Öl vorkommende Chamazulen entsteht aus Matricin bei der Erhitzung von Tees und pflanzlichen Auszügen. In geringen Mengen sind Apigenin und Angelicasäure enthalten.

(−)-α-Bisabolol
Bisabololoxid A
Bisabololoxid B
trans-β-Farnesen
(Z)-Enindicycloether
Spathulenol

Das Römische Kamillenöl enthält vor allem Ester der Angelicasäure wie Isobutylangelicat, Methallylangelicat, 2- und 3-Methylbutylangelicat (Isopentylangelicat) und Isobutylbutyrat.

## Verwendung
Die Anwendungsbereiche des Blauen Kamillenöls entsprechen weitgehend denen der Kamillenblüten. In der mittelalterliche Pharmazie ist das gamillenöl (später auch camillenöl, Lehnübersetzung von lateinisch oleum camomillae: Öl aus den Blüten der „camille“) als öliger Auszug aus der Echten Kamille bekannt. In der Aromatherapie wird das Kamillenöl für ein besseres Hautbild verwendet.
Das Römische Kamillenöl findet in geringer Dosierung Verwendung zur Aromatisierung von alkoholischen Getränken (Likören) und zur Parfümherstellung.